# Billy Hind
William Hind (tháng 4 năm 1885 – 30 tháng 1 năm 1963) là một cầu thủ bóng đá người Anh thi đấu ở vị trí right half có hơn 190 lần ra sân ở Football League cho Clapton Orient. Ông cũng thi đấu League Football cho Fulham. Sau khi giải nghệ, Hind phục vụ ở Ton Pentre với tư cách người huấn luyện và trở lại Clapton Orient ở vị trí trợ lý huấn luyện.

## Đời sống cá nhân
Trước khi trở thành cầu thủ bóng đá chuyên nghiệp, Hind làm việc ở vị trí người làm thạch cao. Ông phục vụ ở vị trí pháo binh trong Lục quân Anh trong Thế chiến thứ nhất.

## Danh hiệu
Clapton Orient
- London Challenge Cup: 1911–12[2]

## Thống kê sự nghiệp
| Câu lạc bộ          | Mùa giải            | Giải vô địch        | Giải vô địch | Giải vô địch | Cúp FA | Cúp FA | Tổng | Tổng |
| Câu lạc bộ          | Mùa giải            | Hạng đấu            | Trận         | Bàn          | Trận   | Bàn    | Trận | Bàn  |
| ------------------- | ------------------- | ------------------- | ------------ | ------------ | ------ | ------ | ---- | ---- |
| Fulham              | 1907–08             | Second Division     | 3            | 0            | 0      | 0      | 3    | 0    |
| Clapton Orient      | 1914–15             | Second Division     | 15           | 0            | 0      | 0      | 15   | 0    |
| Tổng cộng sự nghiệp | Tổng cộng sự nghiệp | Tổng cộng sự nghiệp | 18           | 0            | 0      | 0      | 18   | 0    |